# هاني حسن هلال
هاني حسن آل هلال (مواليد 1391 هـ، سيهات، السعودية) هو لاعب كرة يد سعودي، بدأ مشواره الرياضي في العاشرة من عمره في نادي الخليج السعودي في 1401هـ وتدرج من فئة البراعم وصولاً للفريق الأول. قرر الاعتزال في منتصف مايو 2006 م نتيجة الإصابة، بعد أن خدم الرياضة السعودية عن طريق الأندية التي لعب لها وكذلك المنتخب السعودي لأكثر من 20 عاماً.
و في العام 2009م اختير هاني هلال إدارياً للمنتخب السعودي الأول حتى العام 2012م قبل أن يصبح عضو مجلس إدارة والمشرف العام على كرة اليد الخلجاوية من 2012 حتى 2016م .

## البطولات المحلية مع نادي الخليج
| أسم البطولة    | الفئة        | العام |
| بطولة المملكة  | الناشئين     | 1987  |
| بطولة المملكة  | الشباب       | 1989  |
| الدوري الممتاز | الفريق الأول | 1993  |
| الدوري الممتاز | الفريق الأول | 1994  |
| كأس الاتحاد    | الفريق الأول | 1994  |
| كأس الاتحاد    | الفريق الأول | 1995  |
| الدوري الممتاز | الفريق الأول | 1998  |
| كأس الاتحاد    | الفريق الأول | 1998  |
| كأس الاتحاد    | الفريق الأول | 1999  |
| الدوري الممتاز | الفريق الأول | 2001  |
| كأس الاتحاد    | الفريق الأول | 2002  |
| كأس الاتحاد    | الفريق الأول | 2004  |

## البطولات الخارجية مع نادي الخليج
| أسم البطولة      | العام | المكان  | المركز | ملاحظات              |
| البطولة العربية  | 1995  | مصر     | الثاني | أفضل لاعب في البطولة |
| البطولة العربية  | 1999  | تونس    | الثاني |                      |
| البطولة العربية  | 2002  | سوريا   | الأول  |                      |
| البطولة الخليجية | 2002  | البحرين | الثاني |                      |
| البطولة الخليجية | 2005  | الكويت  | الثاني |                      |

## المشاركات الخارجية مع الأندية الخليجية
| أسم البطولة      | العام | المكان  | النادي         |
| البطولة العربية  | 2000  | الشارقة | الوحدة السعودي |
| البطولة الخليجية | 2004  | الدوحة  | السد القطري    |

## المشاركات مع المنتخب الوطني
قائمة مشاركاته:
| أسم البطولة + ملاحظات                                                             | العام | المكان   | المنتخب |
| بطولة العالم للرجال                                                               | 1997  | اليابان  | الأول   |
| بطولة العالم للشباب (كابتن الفريق)                                                | 1997  | تركيا    | الشباب  |
| بطولة العالم للرجال                                                               | 1999  | مصر      | الأول   |
| بطولة العالم للرجال (كابتن الفريق) و من أفضل العشرة المسجلين في الادوار التمهيدية | 2001  | فرنسا    | الأول   |
| بطولة العالم للرجال (كابتن الفريق)                                                | 2003  | البرتغال | الأول   |
| كأس القارات                                                                       | 2000  | الدمام   | الأول   |
| كأس القارات                                                                       | 2002  | روسيا    | الأول   |

## العمل الإداري بعد الأعتزال
- مديراً للمتتخب الأول 2009 في تصفيات كأس العالم في اصفهان وتأهل المنتخب إلى كأس العالم

- اداري منتخب السعودية لكرة اليد 2012 تصفيات كأس العالم في جده وتأهل المتخب إلى كأس العالم

- المشاركة في كأس العالم مع المنتخب الأول  كإداري سنة 2013 في اسبانيا

- عضو مجلس إدارة نادي الخليج لاربع سنوات من 2012 حتى 2016

## وصلات خارجية
1. ↑   https://www.alyaum.com/articles/376613/%D9%87%D8%A7%D9%86%D9%8A-%D9%87%D9%84%D8%A7%D9%84-%D9%8A%D8%B1%D9%81%D8%B9-%D9%83%D8%A3%D8%B3-%D8%A7%D9%84%D8%A8%D8%B7%D9%88%D9%84%D8%A9-%D8%A7%D9%84%D8%B9%D8%B1%D8%A8%D9%8A%D8%A9. {{استشهاد ويب}}: |url= بحاجة لعنوان (مساعدة) والوسيط |title= غير موجود أو فارغ (من ويكي بيانات) (مساعدة)
2. ↑  الحوار، أجرى (20 مايو 2006). "هاني هلال يودع الجماهير". alyaum. مؤرشف من الأصل في 2020-04-30. اطلع عليه بتاريخ 2020-04-28.
3. ↑  "المنتخب السعودي لكرة اليد". مؤرشف من الأصل في 2020-05-05. اطلع عليه بتاريخ أغسطس 2020. {{استشهاد ويب}}: تحقق من التاريخ في: |تاريخ الوصول= (مساعدة)
4. ↑  "أمير المنطقة الشرقية يرعى حفل افتتاح بطولة الأمير فيصل للقارات لكرة اليد". www.al-jazirah.com. مؤرشف من الأصل في 2020-04-29. اطلع عليه بتاريخ 2020-04-29.
5. ↑  الدمام (14 أبريل 2006). "هاني هلال يرفع كأس البطولة العربية". alyaum. مؤرشف من الأصل في 2020-04-30. اطلع عليه بتاريخ 2020-04-28.